# Sinocalamus yentuensis
Sinocalamus yentuensis là một loài thực vật có hoa trong họ Hòa thảo. Loài này được Nguyễn Tố Quyên miêu tả khoa học đầu tiên năm 1990.